# Куригальзу I
Куригальзу I — касситский царь Вавилонии (Кардуниаша) в начале XIV века до н. э. Представитель III Вавилонской (касситской) династии. Известен также как Куригальзу Старший. Галзу, чье возможное туземное произношение было Гал-ДУ или Гал-Шу, было именем, которым называли себя касситы, и Куригальзу может означать — «Пастух касситов». Ku-ur-gal-zu = Ri-'-i-bi-ši-i, в Вавилонском списке имен.

### Обожествление
Куригальзу называл себя странным титулом «царь равных (себе) среди своих предшественников» и титулом Саргона I «царь множеств». По образу царей Ура и Исина Куригальзу был обожествлён при жизни. Перед его именем ставился знак божественности — дингир. Своё обожествление он обосновал решением не вавилонских, а касситских богов Шумалии и Шукамуны, большой храм, посвящённый которым он построил в Вавилоне. В этом храме он был якобы наделён божественным сиянием и получил инсигнии царской власти (в Вавилонии это были жезл и свернутый в кольцо землемерный шнур).
Кроме Куригальзу I был ещё один царь Куригальзу II, правивший спустя примерно 45 лет после первого. Из-за того, что вавилонские надписи никак не различают их, а срок правления у них обоих был довольно длительным, для исследователей представляется довольно затруднительным определить к какому из них относится то или иное упоминаемое событие. В настоящее время принято считать, что первый Куригальзу более известен своими строительными работами, а второй — военными кампаниями против ассирийцев и эламитов.

### Основание города Дур-Куригальзу

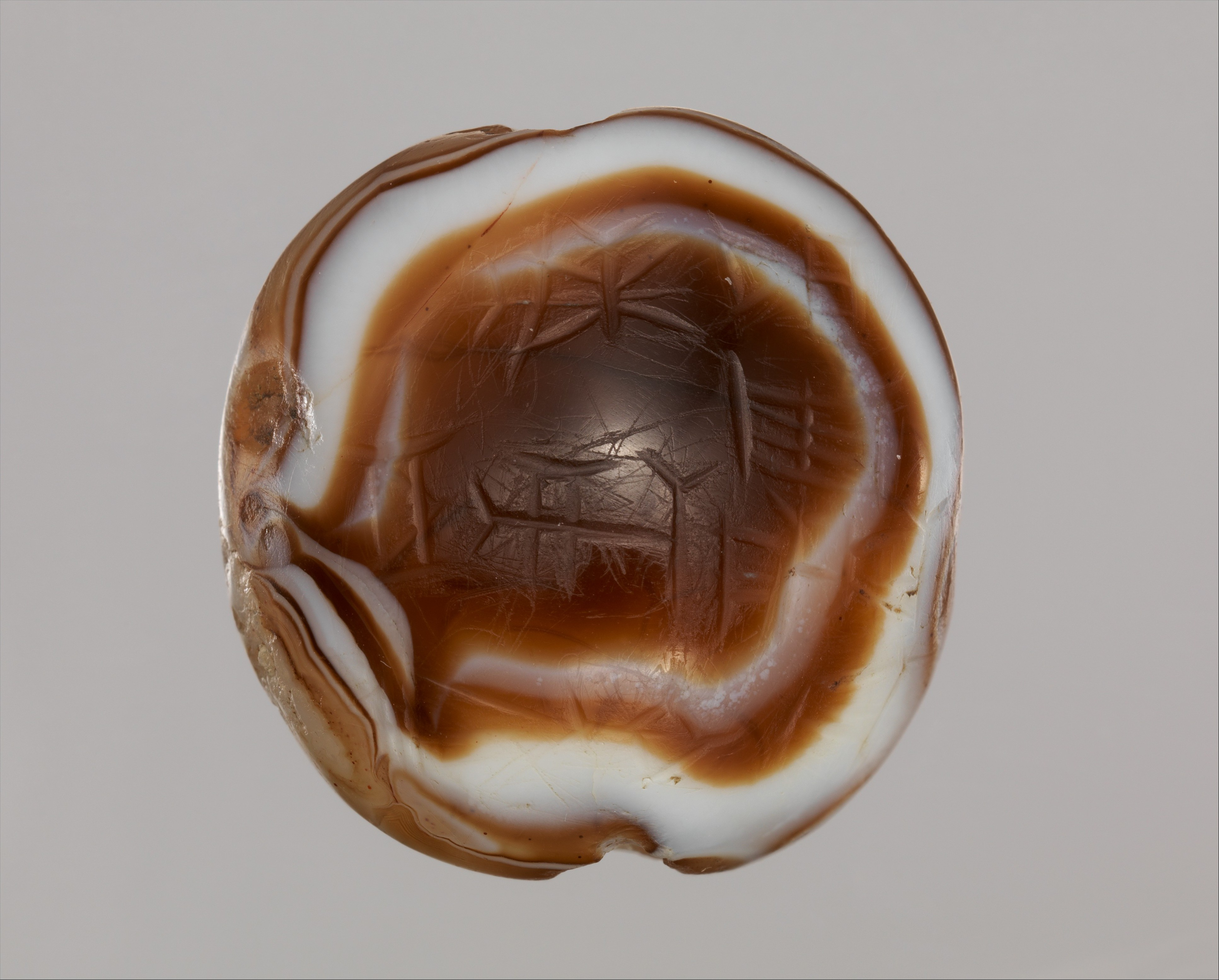
Бусина из агата. Надпись указывает на то, что это обетное подношение, посвященное богине Нинлиль, жене бога Энлиля, царём Вавилона по имени Куригальзу (I или II)

Куригальзу перенёс свою резиденцию из Вавилона в специально построенный в стратегически легко обороняемом месте в северной части Двуречья город Дур-Куригальзу («Крепость Куригальзу»). Сейчас это городище Акар-Куф, расположенное в 32 км к западу от Багдада, где и поныне находится «башня», возвышающаяся почти на 52 м, которая является ни чем иным, как сердцевиной зиккурата, некогда построенного в самом центре Дур-Куригальзу. В ходе раскопок тут были обнаружены платформа зиккурата с монументальной лестницей, три храма и часть дворца, стены которого были украшены росписями. Кроме того, в нём находилась крытая внутренняя галерея с квадратными в сечении колоннами, ставшими нововведением в архитектуре. Храмы были посвящены божественному семейству: Энлилю, Нинлиль и их сыну Нинурте. Присутствие этих шумерских богов в городе, построенном касситским царём, свидетельствует о том, что иноземцам удалось полностью ассимилироваться. В храмах были обнаружены различные артефакты, представляющие значительный интерес, в частности статуя Куригальзу, превышающая по высоте рост человека, на которой была вырезана длинная надпись на шумерском языке, а также раскрашенные терракотовые статуэтки, сделанные с большим умением.
Явно склоняясь в пользу культа ниппурского Эллиля (отождествляемого с касситским Харбе), он не полностью порывает и с его соперником вавилонским Мардуком. Перенеся свою резиденцию из Вавилона, он сделал этот город привилегированным, самоуправляющимся и предоставил его жителям освобождение от общегосударственных налогов, подчёркивая в своей надписи, что делает это ради Мардука.

### Дипломатические отношения
С Египтом в правление Куригальзу существовали дружественные отношения. Хотя самих писем Куригальзу I к египетским фараонам в Амарнском архиве не обнаружено, но некоторые детали взаимодействий между Куригальзу I и египтянами можно понять из более поздней переписки наследников Куригальзу с египетскими фараонами. Так из письма Аменхотепа III к Кадашману-Энлилю (табличка EA 1) становится известно, что Куригальзу I состоял в переписке с Тутмосом IV. Также из этого письма известно, что Куригальзу отдал в гарем фараону Аменхотепу III свою дочь. Бурна-Буриаш II напомнил Эхнатону в своём письме (EA 11), что Куригальзу получал золото от одного из его предков, а в письме ЕА 9 указал, что когда сирийские царьки попытались вовлечь Куригальзу в союз против фараона, тот послал им категорический отказ на том основании, что он находится в союзе с фараоном, и даже угрожал им войной в случае, если их союз осуществится: «Если вы враждуете с царём египетским, братом моим, и вступаете в союз с другим, то не должен ли я пойти и разграбить вас?».
Есть предположение, что Ашшур, вероятно ещё в конце XV в. до н. э. вышедший из подчинения хурритскому государству Митанни, попал в некоторую зависимость от Куригальзу. В одном из своих писем, более поздний царь Вавилонии Бурна-Буриаш II, сын Куригальзу, сетует на то, что фараон Эхнатон принял посольство города Ашшура, хотя по словам вавилонского царя они являлись его вассалами. Однако, как кажется, политическое положение Ашшура всегда было совершенно особым, и подчинение Вавилону, если оно вообще имело место, вероятно, можно считать только формальным.
Его старшая дочь, по ново-вавилонскому документу (VAT 17020), была в браке с эламским царём Пахир-Ишшаном, однако некоторые историки предполагают, что речь идёт здесь о дочери Куригальзу II.
Данные о количестве лет его правления не сохранились.
| III Вавилонская (касситская) династия |                                        |                             |
| Предшественник: Кадашман-Харбе I      | царь Вавилона начало XIV века до н. э. | Преемник: Кадашман-Эллиль I |